# Nélio Dias
Nélio Silveira Dias (Martins, 22 de janeiro de 1945 — São Paulo, 20 de julho de 2007) foi um empresário, pecuarista e político brasileiro, com base eleitoral no estado do Rio Grande do Norte.

## Biografia
Empresário com intensa participação em associações patronais e filiado ao Partido Progressista, então PPB, foi Secretário de Estado da Agricultura, no Rio Grande do Norte, entre 1999 e 2002. O cargo público o levou a ser eleito deputado federal pela primeira vez em 2002, tomando posse em 2003.
Em 2005, tornou-se vice-líder da bancada pepista na Câmara, e presidente nacional do partido. No dia 18 de julho de 2006, teve o nome divulgado na CPI das Sanguessugas, junto com outros 57 deputados suspeitos pelas emendas para o superfaturamento de ambulâncias. Foi considerado inocente da acusação pela CPI e teve nome retirado no dia 10 de agosto. No mesmo ano, foi reeleito deputado federal.
Em julho de 2007, licenciou-se do cargo para tratar um câncer de pulmão detectado seis anos antes. No dia 10 daquele mês, sofreu uma ruptura de aneurisma e parada cardíaca durante uma sessão de radioterapia, sendo internado com coma induzido na UTI do Hospital Sírio-Libanês, em São Paulo. No dia 19, sofreu morte cerebral, tendo a falência dos órgãos no dia seguinte.

## Homenagem pública — Ginásio Nélio Dias
Como forma de homenagem póstuma ao político potiguar, a Prefeitura de Natal inaugurou, em 28 de dezembro de 2008, o Ginásio Poliesportivo Nélio Dias, localizado no bairro Lagoa Azul,na zona Norte da capital do Rio Grande do Norte. Com capacidade para cerca de 10 mil pessoas, é considerado um dos maiores e mais modernos ginásios do estado, contando com infraestrutura completa para a prática de esportes como vôlei, basquete, futsal, handebol, além de eventos culturais e shows. O ginásio possui arquibancadas cobertas, vestiários, estacionamento, iluminação especial e acessibilidade. A obra teve financiamento do Governo Federal, por meio do Ministério dos Esportes, com contrapartida da prefeitura. A escolha do nome reforça o reconhecimento ao legado deixado por Nélio Dias, especialmente por sua atuação em favor da inclusão social e da valorização das regiões periféricas de Natal, como a zona Norte, onde o ginásio foi construído.